# Чемпионат Украины по конькобежному спорту в спринтерском многоборье
Чемпионат Украины по конькобежному спорту в спринтерском многоборье — соревнование по конькобежному спорту, которое проводится с 1992 года среди мужчин и женщин. Соревнования проводятся нерегулярно.

## Мужчины
| Год  | Место проведения | Дата          | Золото              | Серебро          | Бронза              |
| ---- | ---------------- | ------------- | ------------------- | ---------------- | ------------------- |
| 1992 | Киев             | 14/15-3-1992  | Александр Симоненко | Олег Костромитин | Юрий Шульга         |
| 1993 | Киев             | 17/18-2-1993  | Олег Костромитин    | Валерий Гук      | Александр Симоненко |
| 1995 | Киев             | 11/12-2-1995  | Сергей Белинский    | Андрей Фомин     | Сергей Приц         |
| 1996 | Киев             | 24/25-2-1996  | Олег Костромитин    | Andrej Podzigun  | Борис Уваров        |
| 2001 | Киев             | 28-2/1-3-2001 | Алексей Гончаренко  | Олег Грищенко    | Эдуард Федоненко    |
| 2002 | Киев             | 22/23-1-2002  | Алексей Гончаренко  | Евгений Фирсов   | Эдуард Федоненко    |

## Женщины
| Год  | Место проведения | Дата          | Золото                 | Серебро             | Бронза             |
| ---- | ---------------- | ------------- | ---------------------- | ------------------- | ------------------ |
| 1992 | Киев             | 14/15-3-1992  | Леся Белозуб           | Валентина Кучерявая | Татьяна Стародуб   |
| 1993 | Киев             | 17/18-2-1993  | Леся Белозуб           | Наталья Гаврюш      | Инна Демиденко     |
| 1995 | Киев             | 11/12-2-1995  | Светлана Константинова | Наталья Тишкова     | Diana Pertsjikhina |
| 1996 | Киев             | 24/25-2-1996  | Леся Белозуб           | Инна Демиденко      | Anzjelika Sjener   |
| 2001 | Киев             | 28-2/1-3-2001 | Татьяна Яковенко       | Anzjelika Sjener    | Алла Рыбанко       |
| 2002 | Киев             | 22/23-1-2002  | Татьяна Яковенко       | Яна Цыбенко         | Ольга Михайличенко |